# Nausis (Knüllwald)
Nausis ist ein Ortsteil der Gemeinde Knüllwald im nordhessischen Schwalm-Eder-Kreis.

## Geschichte
Die älteste bekannte schriftliche Erwähnung von Nausis erfolgte unter dem Namen Nusesze im Jahr 1348. Der Name des Ortes wird als  („Neuer Sitz“ = Nausis) interpretiert. Ab 1428 war Nausis Lehen des Klosters Hersfeld und war im Besitz der von Baumbach. Das „Gericht Rengshausen“ mit den Dörfern Hausen, Licherode, Lichtenhagen, Nausis und Nenterode gehörte ab 1579 zum Amt Rotenburg, welches von 1627 bis 1835 Teil der Rotenburger Quart war.
Im Zuge der Gebietsreform in Hessen fusionierte die bis dahin selbständige Gemeinde Nausis, mit dem Vertrag vom 24. Oktober 1971 und Wirkung zum 31. Dezember 1971, freiwillig mit den Gemeinden Lichtenhagen, Nenterode und Rengshausen zur neuen Gemeinde Rengshausen. Zum 1. Januar 1974 wurde diese Gemeinde, bei der Bildung des Schwalm-Eder-Kreises, mit den Gemeinden Berndshausen und Niederbeisheim kraft Landesgesetz in die Großgemeinde Knüllwald eingemeindet. Für die nach Knüllwald eingegliederten, ehemals eigenständigen Gemeinden wurde je ein Ortsbezirk mit Ortsbeirat und Ortsvorsteher nach der Hessischen Gemeindeordnung gebildet.

## Bevölkerung
Einwohnerstruktur 2011
Nach den Erhebungen des Zensus 2011 lebten am Stichtag, dem 9. Mai 2011, in Nausis 96 Einwohner. Darunter waren keine Ausländer. Nach dem Lebensalter waren 9 Einwohner unter 18 Jahren, 39 zwischen 18 und 49, 24 zwischen 50 und 64 und 27 Einwohner waren älter. Die Einwohner lebten in 48 Haushalten. Davon waren 15 Singlehaushalte, 15 Paare ohne Kinder und 15 Paare mit Kindern, sowie 3 Alleinerziehende und keine Wohngemeinschaften. In 15 Haushalten lebten ausschließlich Senioren und in 60 Haushaltungen lebten keine Senioren.
Einwohnerentwicklung
| Nausis: Einwohnerzahlen von 1834 bis 2011 | Nausis: Einwohnerzahlen von 1834 bis 2011 | Nausis: Einwohnerzahlen von 1834 bis 2011 | Nausis: Einwohnerzahlen von 1834 bis 2011 | Nausis: Einwohnerzahlen von 1834 bis 2011 |
| --- | ----------------------------------------- | ----------------------------------------- | ----------------------------------------- | ----------------------------------------- |
| Jahr |                                           |                                           |                                           | Einwohner                                 |
| 1834 | 1834                                      |                                           | 160                                       | 160                                       |
| 1840 | 1840                                      |                                           | 162                                       | 162                                       |
| 1846 | 1846                                      |                                           | 158                                       | 158                                       |
| 1852 | 1852                                      |                                           | 149                                       | 149                                       |
| 1858 | 1858                                      |                                           | 161                                       | 161                                       |
| 1864 | 1864                                      |                                           | 152                                       | 152                                       |
| 1871 | 1871                                      |                                           | 159                                       | 159                                       |
| 1875 | 1875                                      |                                           | 166                                       | 166                                       |
| 1885 | 1885                                      |                                           | 152                                       | 152                                       |
| 1895 | 1895                                      |                                           | 135                                       | 135                                       |
| 1905 | 1905                                      |                                           | 149                                       | 149                                       |
| 1910 | 1910                                      |                                           | 129                                       | 129                                       |
| 1925 | 1925                                      |                                           | 154                                       | 154                                       |
| 1939 | 1939                                      |                                           | 154                                       | 154                                       |
| 1946 | 1946                                      |                                           | 209                                       | 209                                       |
| 1950 | 1950                                      |                                           | 190                                       | 190                                       |
| 1956 | 1956                                      |                                           | 143                                       | 143                                       |
| 1961 | 1961                                      |                                           | 143                                       | 143                                       |
| 1967 | 1967                                      |                                           | 134                                       | 134                                       |
| 1980 | 1980                                      |                                           | ?                                         | ?                                         |
| 1990 | 1990                                      |                                           | ?                                         | ?                                         |
| 2000 | 2000                                      |                                           | ?                                         | ?                                         |
| 2011 | 2011                                      |                                           | 96                                        | 96                                        |
| Datenquelle: Historisches Gemeindeverzeichnis für Hessen: Die Bevölkerung der Gemeinden 1834 bis 1967. Wiesbaden: Hessisches Statistisches Landesamt, 1968. Weitere Quellen: LAGIS; Zensus 2011 |                                           |                                           |                                           |                                           |

Historische Religionszugehörigkeit
| Quelle: Historisches Ortslexikon |                                                                  |
| • 1885:                          | 152 evangelische (= 100 %) Einwohner                             |
| • 1961:                          | 136 evangelische (= 95,10 %), 7 katholische (= 4,90 %) Einwohner |

## Politik
Für Nausis besteht ein Ortsbezirk (Gebiete der ehemaligen Gemeinde Nausis) mit Ortsbeirat und Ortsvorsteher nach der Hessischen Gemeindeordnung. Der Ortsbeirat besteht aus fünf Mitgliedern.
Bei den Kommunalwahlen in Hessen 2021 betrug die Wahlbeteiligung zum Ortsbeirat Nausis 75,00 %. Alle Kandidaten gehörten der „Wählergemeinschaft Nausis“ an. Der Ortsbeirat wählte Ronny Weber zum Ortsvorsteher.

## Vereinsleben
In Nausis gibt es die Freiwillige Feuerwehr, einen Landfrauenverein und einen Singkreis.